# Cosmin Moți
Cosmin Moți (Reșița, Rumanía, 3 de diciembre de 1984) es un exfutbolista rumano que jugaba de defensa.

## Biografía
Moți, que juega de defensa central, empezó su carrera profesional en el Universitatea Craiova. Con este equipo debutó en la Liga I el 24 de mayo de 2003 en un partido contra el Ceahlăul Piatra Neamț.
En 2005 fichó por el Dinamo de Bucarest. Pronto se hace un hueco en el once titular y debuta en la Copa de la UEFA el 11 de agosto contra el Omonia Nicosia. Se proclama campeón de Liga en 2007.
Dos equipos italianos, S. S. Lazio y A. S. Roma, estaban interesados en contratarle. Su precio era de unos 7 millones de euros.
El 27 de agosto de 2014 en un partido de clasificación para la Liga de Campeones de la UEFA, jugando con el Ludogorets Razgrad frente al Steaua de Bucarest (rival histórico de su exequipo Dinamo), tras una roja en el último minuto de la prórroga al portero y sin ningún otro cambio, Moti pasa a ser el portero en la tanda de penaltis, logrando salvar a su equipo y clasificarlo, tras marcar en su lanzamiento y detener dos penaltis.
Permaneció el resto de su carrera en el club búlgaro, poniendo punto final a esta al finalizar la temporada 2020-21.

## Selección nacional
Fue internacional con la selección de fútbol de Rumania en 15 ocasiones. Su debut como internacional se produjo el 6 de febrero de 2008 en el partido Israel 1 - 0 Rumania.
Fue convocado para participar en la Eurocopa de Austria y Suiza de 2008, aunque el entrenador no le dio la oportunidad de debutar en el torneo.

## Clubes
| Club                     | País     | Año       |
| ------------------------ | -------- | --------- |
| FC Universitatea Craiova | Rumania  | 2003-2005 |
| Dinamo Bucarest          | Rumania  | 2005-2008 |
| AC Siena (cedido)        | Italia   | 2008      |
| Dinamo Bucarest          | Rumania  | 2008-2012 |
| PFC Ludogorets Razgrad   | Bulgaria | 2012-2021 |

## Palmarés

### Títulos locales
| Título                   | Club                        | País     | Año     |
| ------------------------ | --------------------------- | -------- | ------- |
| Supercopa de Rumania     | Dinamo Bucarest             | Rumania  | 2005    |
| Liga I                   | Dinamo Bucarest             | Rumania  | 2006-07 |
| Copa de Rumania          | Dinamo Bucarest             | Rumania  | 2011-12 |
| Supercopa de Bulgaria    | P. F. C. Ludogorets Razgrad | Bulgaria | 2012    |
| Primera Liga de Bulgaria | P. F. C. Ludogorets Razgrad | Bulgaria | 2012-13 |
| Primera Liga de Bulgaria | P. F. C. Ludogorets Razgrad | Bulgaria | 2013-14 |
| Copa de Bulgaria         | P. F. C. Ludogorets Razgrad | Bulgaria | 2013-14 |
| Supercopa de Bulgaria    | P. F. C. Ludogorets Razgrad | Bulgaria | 2014    |
| Primera Liga de Bulgaria | P. F. C. Ludogorets Razgrad | Bulgaria | 2014-15 |
| Primera Liga de Bulgaria | P. F. C. Ludogorets Razgrad | Bulgaria | 2015-16 |
| Primera Liga de Bulgaria | P. F. C. Ludogorets Razgrad | Bulgaria | 2016-17 |
| Primera Liga de Bulgaria | P. F. C. Ludogorets Razgrad | Bulgaria | 2017-18 |
| Supercopa de Bulgaria    | P. F. C. Ludogorets Razgrad | Bulgaria | 2018    |
| Primera Liga de Bulgaria | P. F. C. Ludogorets Razgrad | Bulgaria | 2018-19 |
| Supercopa de Bulgaria    | P. F. C. Ludogorets Razgrad | Bulgaria | 2019    |
| Primera Liga de Bulgaria | P. F. C. Ludogorets Razgrad | Bulgaria | 2019-20 |
| Primera Liga de Bulgaria | P. F. C. Ludogorets Razgrad | Bulgaria | 2020-21 |